# أنت لم تكن حقا أبدا هنا
أنت لم تكن حقا أبدا هنا (بالإنجليزية: You Were Never Really Here)‏، هو فيلم إثارة صدر عام 2017م من تأليف وإخراج لين رامزي، ومقتبس من كتاب يحمل نفس الاسم من تأليف جوناثان أميس. نجوم الفيلم هم خواكين فينيكس، وايكاترينا سامسونوف، وأليكس مانيت، وجون دومان، وجوديث روبرتس.
ظهرت نسخة غير منتهية من الفيلم في المنافسة لأول مرة في مهرجان كان السينمائي السبعين، حيث فازت رامزي بجائزة أفضل سيناريو، وحصل فينكس على جائزة أفضل ممثل. تم إصدار الفيلم من قبل ستوديو كانال في المملكة المتحدة في 9 مارس 2018 ، وبدأ عرض محدود في لوس أنجلوس ونيويورك في 6 أبريل 2018 من قبل استوديوهات أمازون، وإصدار واسع في 20 أبريل.

## القصة
جو، من قدامى المحاربين وعميل سابق في مكتب التحقيقات الفدرالي يعاني من اضطراب ما بعد الصدمة، هو قاتل مستأجر يقوم بإنقاذ الفتيات اللواتي تتم المتاجرة بهن، مستخدما اساليباً وحشية ضد المسؤولين عن ذلك. يهتم بأمه المسنة في منزل طفولته في مدينة نيويورك. يمتلك جو ذكريات خاطفة لطفولته وماضيه في الجيش ومكتب التحقيقات الفيدرالي.
أثناء عودته إلى المنزل من مهمة، يتم رصد جو من قبل ابن إنجيل، الوسيط بين جو ومديره مكليري. يلتقي جو مع مكليري، ويعرب عن مخاوفه بشأن سلامته التي من المحتمل أن تكون عرضة للخطر بسبب أن ابن انجل كان على علم بعنوانه. بعد ذلك، يبلغ ماكليري جو عن وظيفته التالية: عضو مجلس الشيوخ في ولاية نيويورك، ألبرت فوتو، عرض مبلغًا كبيرًا من المال للتحري بسرية عن ابنته المختطفة نينا، وإنقاذها.
بعد قبول الوظيفة، يقوم جو بمراقبة بيت دعارة للأثرياء والذي تلقى فوتو عنوانه عن طريق رسالة مجهولة المصدر. يقوم بقتل العديد من رجال الأمن والأثرياء بطريقة عنيفة أثناء استعادة نينا. بينما ينتظر في فندق لإرجاع نينا إلى فوتو، يرى جو تقارير إخبارية محلية بأن فوتو على ما يبدو قد انتحر. ثم يقوم ضباط شرطة فاسدون بمهاجمة غرفة الفندق ويأخذون نينا. جو يتغلب على أحد الضباط الذي يحرسه ويلوذ بالفرار.
يجد جو أن كل من ماكليري وأنجل وابنه قد قُتلوا جميعًا بحثًا عن عنوان منزله. يتسلل جو إلى منزل عائلته، ويكتشف أن عميلين فدراليين فاسدين قد قتلا والدته وينتظرانه. يعد جو لهم كمينا، مما يسفر عن مقتل أحدهما وإصابة الآخر بجروح مدوية. يكشف القاتل المصاب عن أن المؤامرة برمتها تم تنظيمها من قبل الحاكم ويليامز، وأن نينا كانت «المفضلة لديه».
مفعم بالذهول والرغبة بالانتحار، يقوم جو بدفن والدته في المياه. يحاول إغراق نفسه من خلال تحميل ملابسه بالحجارة الثقيلة، لكن رؤية نينا تقنعه بإنقاذها. يحاول جو تجميع المؤامرة. ويخلص إلى أن فوتو كان يبيع نينا في الدعارة ليحصل على تأييد للحاكم ويليامز والنخبة الآخرون، وشعر لاحقاً بالذنب الشديد بعد تلقيه الرسالة مجهولة المصدر؛ استأجر فوتو جو لأنه كان على علم أن قوة الشرطة كانت فاسدة وتحت سيطرة ويليامز.
بعد ملاحقة ويليامز إلى منزله الريفي، يقوم جو بشق طريقه عبر القصر عن طريق القتال ليجد ويليامز ملقى على الأرض وعنقه مشقوق. جو يجول القصر وهو حزين ويهلوس، قبل العثور على نينا في المطبخ ومعها شفرة حادة ملطخة بالدماء. إنهم مرتاحون لرؤية بعضهم البعض ومغادرة القصر.
في وقت لاحق، يجلس جو ونينا بصمت في المطعم. ينهار جو من الإرهاق والإجهاد بينما يتملكه خيال عنيف. توقظ نينا جو، وتقول له: «إنه يوم جميل». يوافق جو ويغادران معًا.

## طاقم التمثيل
- خواكين فينيكس في دور جو
- ايكاترينا سامسونوف في دور نينا فوتو
- أليكس مانيت في دور السيناتور ألبرت فوتو
- جون دومان في دور جون مكليري
- جوديث روبرتس في دور والدة جو
- أليساندرو نيفولا في دور الحاكم ويليامز

## الإنتاج
في 11 مايو 2016، أعلن أن لين رامزي ستكتب وتخرج فيلماً مقتبساً عن رواية جوناثان اميس «لم تكن أبداً حقاً هنا» بطولة خواكين فينيكس. سيتم تسويق المشروع لمشترين.على الرغم من أنه تم الإبلاغ في البداية عن امتلاك A24 للمشروع، إلا أن Amazon Studios اشترت الحقوق الأمريكية للفيلم في 13 أيار 2016. تم التصوير الفوتوغرافي الرئيسي خلال شهر أغسطس 2016 في مدينة نيويورك وحولها. في 2 مايو 2017، تم التأكيد على أن الملحن جوني غرينوود سوف يؤلف الموسيقى التصويرية للفيلم. كان الفيلم لا يزال قيد التقدم عندما عرض لأول مرة في مهرجان كان السينمائي في 27 مايو 2017.

## ردود الفعل
تلقى الفيلم تصفيقاً حاراً مدته سبع دقائق في عرضه الأول في مهرجان كان السينمائي في 27 مايو 2017. وأشاد النقاد بأداء فينيكس، وإخراج رامزي، والموسيقى التصويرية، والمونتاج السينمائي، وفاز فينيكس بجائزة أفضل ممثل للمهرجان، وفازت لين رامزي بجائزة أفضل سيناريو.
حصل الفيلم على نسبة موافقة 86٪ على موقع روتن توميتوز، استنادًا إلى 168 تقييمًا بمتوسط تقييم يبلغ 8.1 / 10. ويقرأ الإجماع النقدي للموقع: «يرتفع بشكل متقارب من خلال أداء ملتزم يؤديه عادةً من خواكين فينيكس، يعزز الفيلم مكانة الكاتبة والمخرجة» لين رمزي «باعتبارها واحدة من أكثر الأصوات الفريدة في السينما الحديثة والأصيلة»>. حصل على درجة 84 من أصل 100 في ميتاكريتيك، استناداً إلى 41 ناقد، مما يشير إلى «إشادة عالمية».
أعطت شيلا أومالي من RogerEbert.com الفيلم 4 نجوم، قائلة أن الفيلم «هو 90 دقيقة مشدودة ومكثفة بشكل لا يطاق، دون أدنى مقدار من الملل. رامزي لا تعطيك ثانية للتنفس.». وقال غاي لودج من مجلة فاريتي إن رامزي قد تكون «أعظم صانعة أفلام موجودة»، ووصفه بأنه «مذهل... وحاد وقوي ويصيبك في الصميم وهو أحد أفلام القاتل المأجور الذي يهتم بالرجل أكثر من العملية». أعطى جوزيف والش من The Skinny الفيلم تصنيفًا بخمس نجوم من أصل خمسة وقال أنه«مشاهدة قاسية ومعاقبة، ولكن كل دقيقة هي درس متميز في صناعة الأفلام. إنها مثل لكمة على الأمعاء، يلفك من البداية ولا يعطيك أي فترة راحة، وهذا الاختبار الرائع للمعاناة سيتركك مذهولا من السينما». مات بوبكين من مجلة Exclaim أعطى الفيلم 9 من أصل 10 نقاط، واصفا إياه بأنه «مذهل، وجذاب تماما».

## وصلات خارجية
- أنت لم تكن حقا أبدا هنا على موقع IMDb (الإنجليزية)
- أنت لم تكن حقا أبدا هنا على موقع ميتاكريتيك (الإنجليزية)
- أنت لم تكن حقا أبدا هنا على موقع روتن توميتوز (الإنجليزية)
- أنت لم تكن حقا أبدا هنا على موقع قاعدة بيانات الأفلام العربية
- أنت لم تكن حقا أبدا هنا على موقع ألو سيني (الفرنسية)
- أنت لم تكن حقا أبدا هنا على موقع Turner Classic Movies (الإنجليزية)
- أنت لم تكن حقا أبدا هنا على موقع بوكس أوفيس موجو (الإنجليزية)
- أنت لم تكن حقا أبدا هنا على موقع فيلمافينيتي (الإسبانية)
- أنت لم تكن حقا أبدا هنا على موقع قاعدة بيانات الفيلم (الإنجليزية)
- أنت لم تكن حقا أبدا هنا على موقع ليتربوكسد (الإنجليزية)
- الموقع الرسمي للفيلم
- صفحة الفيلم على موقع IMDB